# Camille Rayon
 (février 2019).
Si vous disposez d'ouvrages ou d'articles de référence ou si vous connaissez des sites web de qualité traitant du thème abordé ici, merci de compléter l'article en donnant les références utiles à sa vérifiabilité et en les liant à la section « Notes et références ».

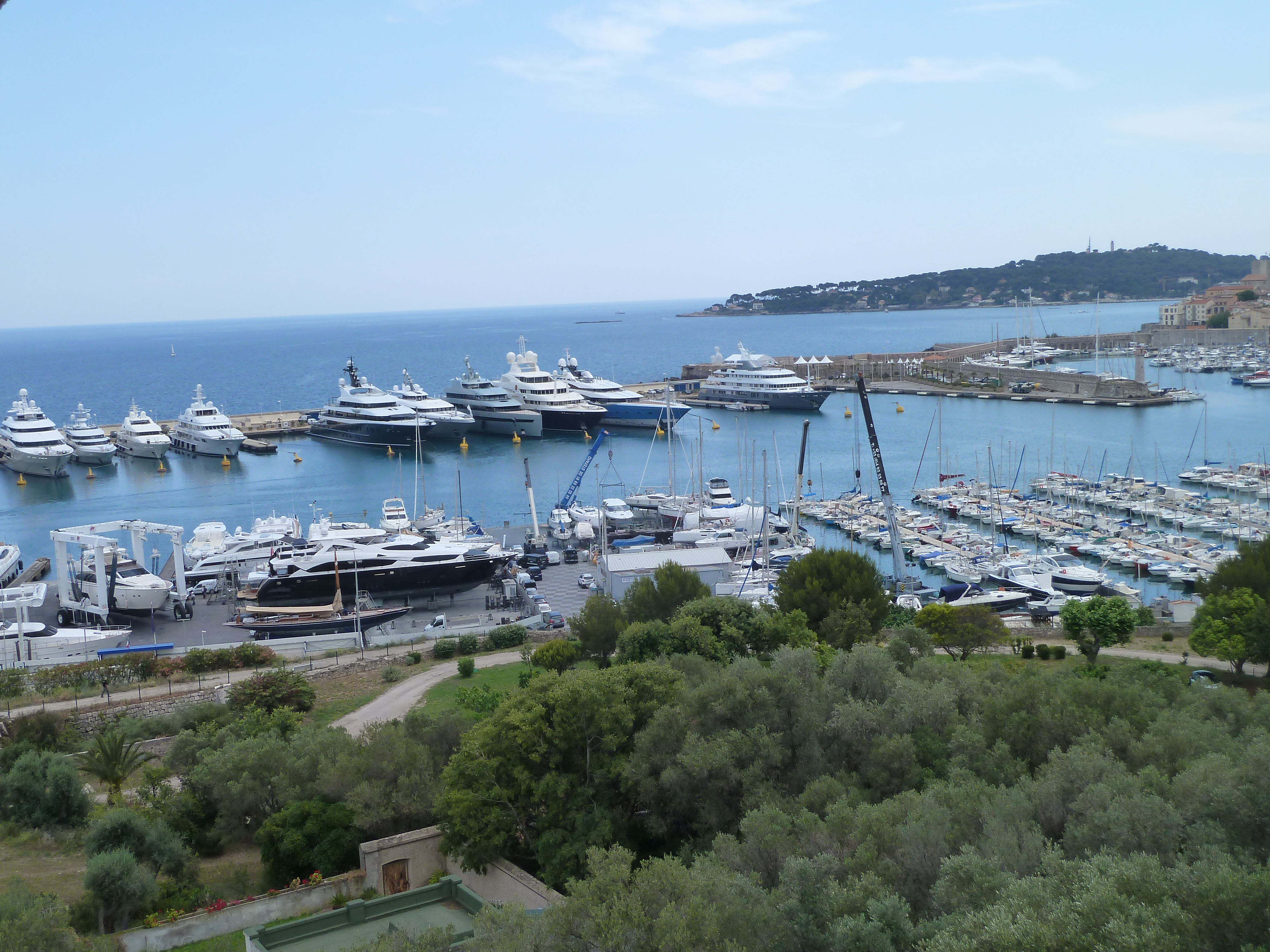
Quai Rayon à Port Vauban (Antibes).

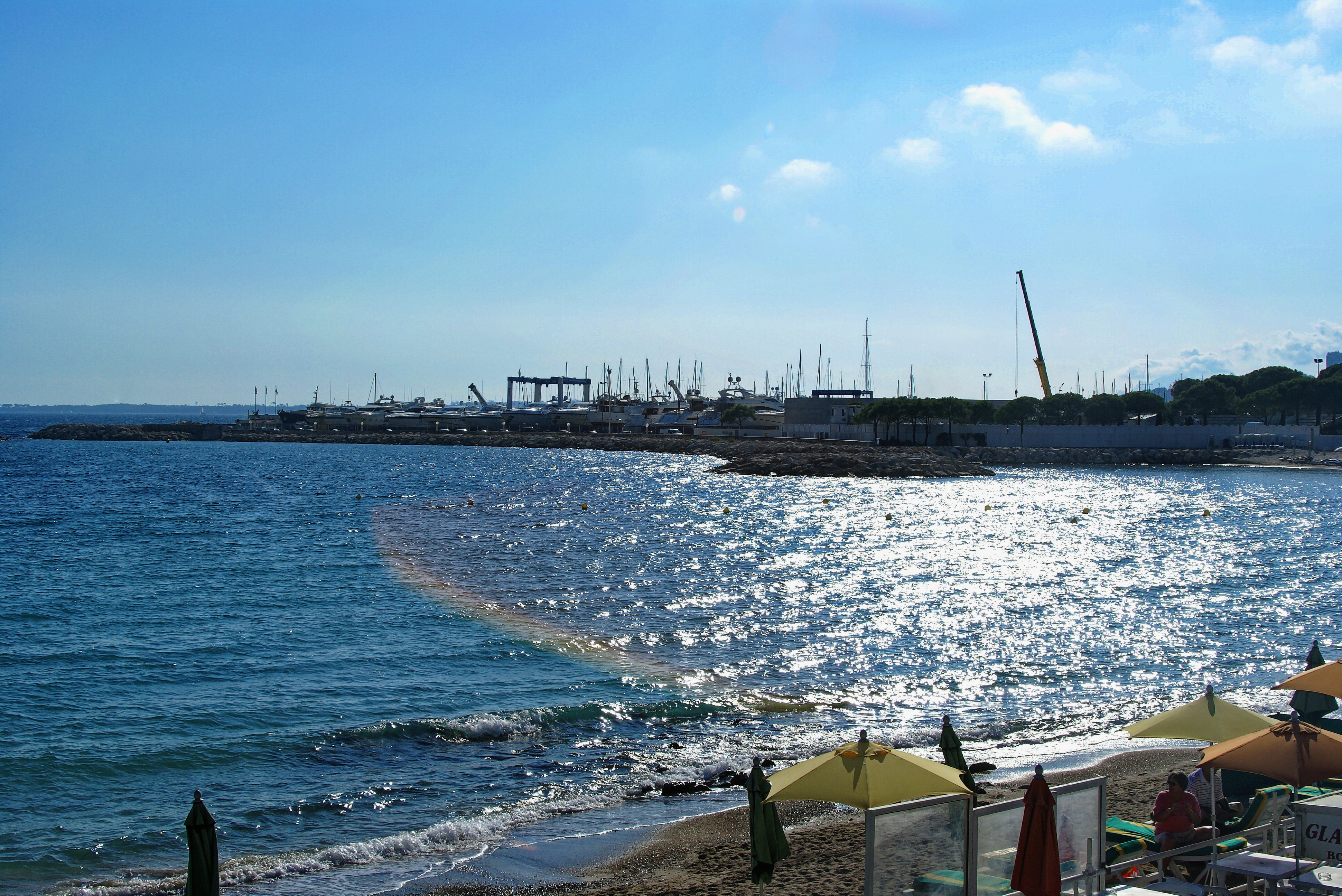
Vue du Port Camille Rayon (Golfe-Juan).

Camille Rayon, né le 3 juin 1913 à Antibes et mort le 17 septembre 2014 dans la même ville, est un résistant français et bâtisseur de ports.

## Biographie
La famille Rayon réside à Antibes, rue Vauban. Camille vit parmi quatre frères et deux sœurs d'une famille d'origine modeste, avec un père facteur et une mère au foyer. Bien qu'élève doué, son père lui fait abandonner l'école, un de ses grands regrets et devient opérateur télégraphique. Camille fait son service militaire mais démobilisé, il ouvre en août 1940 un bar à Juan-les-Pins, qui devient rapidement le lieu de rencontre des combattants de la Résistance.
Il se marie à une jeune femme anglo-irlandaise. Pendant la Seconde Guerre mondiale, il entra rapidement dans la résistance. Après que l'armée allemande eut atteint la « zone sud », Camille met sa femme hors de danger en organisant sa fuite au Portugal. Il la rejoint à pied dans l'exil et son premier fils, Pierre Rayon, y naît.
En 1942, Camille « le Rebelle » poursuivra son destin en Angleterre, auprès du général de Gaulle. Il rejoint les forces britanniques et devient l’un des premiers SAS (Special Air Service). Il est parachuté près des lignes allemandes et devient l'un des chefs de réseau de la résistance en France. Sous le commandement de Maurice Bourgès-Maunoury, Camille est responsable du Sud-Est de la France. Dans ce rôle, il porte le pseudo « l'archiduc » ou « Pierre-Michel », prénom de son fils.
Dans les années 1960, il initie à Juan-les-Pins la « Maison des pêcheurs ». Il s'aperçoit que les marins manquent d'abris pour leurs bateaux. Visionnaire, il se lance ensuite dans la conquête d'espaces maritimes pour créer des abris de bateaux. Inventeur du concept de la marina, il est le promoteur de 36 chantiers portuaires, du Port Gallice à la Marina d'Hammamet (Tunisie), le port Vauban d'Antibes et celui de Golfe-Juan, qui porte son nom depuis le 1er juillet 1989.
Il a également été adjoint aux sports à Antibes, sous la municipalité « Pugnaire » (1953-59).

## Distinctions
- Médaille de la Résistance française avec rosette
- Croix de guerre 1939–1945
- Officier de la Légion d'honneur (1947)